# Штайна
Штайна (нем. Steina) — община в Германии, в земле Саксония. Подчиняется административному округу Дрезден. Входит в состав района Баутцен. Подчиняется управлению Пульсниц. Население составляет 1728 человек (на 31 декабря 2010 года). Занимает площадь 12,49 км².
Община подразделяется на 2 сельских округа.

## Население
| Год  | Численность | Численность |
| ---- | ----------- | ----------- |
| 2017 | 1629        | [ 1 ]       |
| 2019 | 1617        | [ 3 ]       |
| 2021 | 1648        | [ 4 ]       |
| 2022 | 1655        | [ 5 ]       |
| 2023 | 1656        | [ 2 ]       |